# Авьон (Франция)
Авьон (фр. Avion) — коммуна во Франции, регион О-де-Франс, департамент Па-де-Кале, округ Ланс, кантон Авьон. Пригород Ланса, примыкает к нему с юга, в 2 км от центра города, в 5 км от автомагистрали А21 «Рокада Миньер».
Население (2017) — 17 583 человека.

## Достопримечательности
- Церковь Святого Дионисия (Сен-Дени), перестроенная, как и большая часть города, после Первой мировой войны
- Современная церковь Святого Элигия (Сент-Элуа) 1930 года

## Экономика
Бывший крупный центр добычи угля. На территории коммуны Авьон угольные компании Ланса и Льевена открыли несколько шахт. Угольные шахты были закрыты в 1988 году, но компания Gazonor до сих пор ведет работы по подземной газификации углей на территории трех бывших шахт.
Структура занятости населения:
- сельское хозяйство — 0,3 %
- промышленность — 8,3 %
- строительство — 13,3 %
- торговля, транспорт и сфера услуг — 34,9 %
- государственные и муниципальные службы — 43,3 %

Уровень безработицы (2017) — 22,8 % (Франция в целом — 13,4 %, департамент Па-де-Кале — 17,2 %). 

Среднегодовой доход на 1 человека, евро (2017) — 15 950 (Франция в целом — 21 110, департамент Па-де-Кале — 18 610).

## Демография
Динамика численности населения, чел.

## Администрация
Пост мэра Авьона с 2009 года занимает коммунист Жан-Марк Теллье (Jean-Marc Tellier), член Совета департамента Па-де-Кале. На муниципальных выборах 2020 года возглавляемый им список коммунистов был единственным.
| Период | Период | Фамилия        | Партия                  | Примечания                                                                     |
| ------ | ------ | -------------- | ----------------------- | ------------------------------------------------------------------------------ |
| 1956   | 1985   | Леандр Летокар | Коммунистическая партия | член Генерального совета департамента, депутат Национального собрания, сенатор |
| 1985   | 1990   | Жаклин Поли    | Коммунистическая партия |                                                                                |
| 1990   | 2009   | Жак Робитай    | Коммунистическая партия | член Генерального совета департамента                                          |
| 2009   |        | Жан-Марк Телье | Коммунистическая партия | член Генерального совета департамента, член Совета департамента                |

## Города-побратимы
- Донкастер, Англия
- Эльсниц, Германия
- Згожелец, Польша
- Загорье-об-Сави, Словения

## Галерея
- Церковь Сен-Дени (св. Дионисия)
- Церковь Сент-Элуа (св. Элигия)
- Городская библиотека
- Фонтаны в городском парке

1. 1 2  база данных о французских коммунах — Национальный географический институт Франции, 2015.